# Hi∞Fu
Hi∞Fu（ひーふー）は、姉Hi (ひー)、妹Fu (ふー) による双子のシンガーソングライターユニット。hiMe story所属。愛媛県松山市出身。2015年メジャーデビュー。

## 略歴・人物
幼少期 - 高校生
愛媛県松山市出身。5人兄弟の長女、次女。
筋金入りの人見知りと恥ずかしがり屋。幼稚園のとき、お弁当箱を開けることが出来ずそのまま持って帰っていた。心配した母が病院に連れて行くも異常なし。原因はただ恥ずかしかっただけ。じろじろ見られたり、比べられたり、目立ってしまったりと、双子であることがコンプレックス。女の子らしい事は大嫌い、お人形さんよりも車やプラモデルなど男の子の遊びが好きだった。見た目もボーイッシュでショートカットだったため、よく男の子に間違われていた。お互いかなりの負けず嫌い。姉のHiは、小学生頃から読書感想文で受賞するなど、勉強や運動など何をするにも妹Fuよりも優秀であった。芸能界に憧れをもったのは、小学低学年の頃。友達との会話に入りたくて、TVを見始めたのがきっかけ。音楽番組やCMソングが流れると一緒に口ずさみ、ラジオを録音してその日のうちに流行の曲を覚えて歌っていた。お風呂の中やトイレ、家中どこでも当たり前のように歌っていた。だけど、歌が好きだという認識は全くなく、むしろ音楽の授業は大嫌いだった。
中学生になると兄の影響もあり柔道部に入部。道場にも通い、県の強化選手にも選ばれる。中学時代にはドラマと映画にハマる。
高校時代は文武両道で、毎日4時間の勉強と部活の日々。3年間成績は常にトップ。二人で1番&2番（姉のHiは全国模試 (数学) でも1番になったことがある）。柔道では県内2位。四国大会5位入賞 (Hi)。高校時代は洋楽とお笑いにハマり、学校の帰り道は二人でハモリながら帰るのが日課だった。
大学生 - 音楽の道へ
姉のHiはお茶の水女子大学、妹Fuは愛媛大学へ進学。しかし、みんなと足並み揃えた生き方に疑問を感じ、大学生活にも馴染めず思い悩んでいた頃、ゆずの音楽に出会いギターを始める。その頃、病気になった母を励まそうと「愛言葉」を作詞・作曲し母の日にプレゼント。涙を流し喜んでくれた母の姿を見て、言葉では伝えられないことも音楽では伝えることが出来る。音楽の持つ力を感じ、もっと多くの人の心に届く歌を歌いたいと本格的にプロの道を志す。大学はその後、退学。
音楽活動初期
相変わらずの人見知りと恥ずかしがり屋なため、自宅での楽曲制作と練習に励みながら、こっそりとオーディションを受けたり、こっそりとストリートライブを始める（こっそりとピアノやギターやボイトレにも通っていた）。ストリートでは、恥ずかしさのあまり、人が立ち止まると歌うのを辞めてしまいそのまま帰ってしまったこともある。それでも歌い続け、地元でのイベント出演は増えていき、ライブの数は増えたもののプロになれないまま時間とアルバイト代だけが通り過ぎていく。次第に自分たちで活動することに限界を感じ始め、このままではいけないと、思い切ってアルバイトを辞め、プロデューサーを探しに全国をまわり始める。
芸能事務所所属 - メジャーデビュー
2010年3月、現在の事務所代表と出逢い「1つのおにぎりを分け合っていく覚悟があるならやりましょう」とおにぎり契約を結び、出逢って3回目でいきなり事務所での合宿生活がスタート。
360度違う、365日猛特訓の日々。人の目を見る練習から始まり、事務所にお客様が来られると必ずライブ。叱られてばかりで合宿所から追い出されたり、夜中に逃げ出したこともある。紆余曲折しながらも、アーティストとしての素質を培っていく。
2010年6月8日1stシングル「ヒトコトバ」発売。手売りで2,000枚完売。2011年9月21日1stミニアルバム「花華言葉」全国発売。中四国のTSUTAYAで大きく取り上げられる。Amazon.comジャンル別ランキング2位。
2013年2ndミニアルバム「純恋RocK♡」全国発売。この曲ではダンスにも挑戦。各地域のキッズダンサーとコラボして歌って踊っている。アニメでは「ヒメストレンジャー」として同じ事務所MIQの「鳥取戦士サキューンのテーマ」でバックダンサーをしたり「モスラ」を歌っている。エクササイズでは「saradaひめ」として同じ事務所太陽MEGURUの「顔面ウォーク＆ダンチュー」DVDや、学研から出版されている「小顔＆細ボディが同時に手に入る太陽ウォーク」の誌面＆DVDに出演している。
また、音楽だけでなく、MCを磨くためお笑いにも挑戦。M-1グランプリに出場したり (2年連続初戦敗退)、YouTubeには“双子でお笑いやってみた”動画を公開している。
こうして幅広い歌笑力を身につけ、2015年5月27日、キングレコードよりシングル「愛生鳥-Aidori-｣でメジャーデビュー。
メジャーデビュー - 2020年
2016年アジアでの活動を視野に韓国へボーカル&ダンスレッスンなど武者修行＆語学の短期留学 (姉のHiは卒業テストでクラストップの成績、TOPIK初級のテストも満点合格している。) に行く。
2016年8月6日リーデンローズ大ホールにて公演。広島県福山市市制施行100周年記念事業
”100の感動ニューミュージカル”「ローズ・マインド！」のテーマソング、挿入歌などの全楽曲提供 (作詞または作曲)
2017年5月広島と愛媛にて初のワンマンコンサートを開催。
5月7日広島県民文化センターふくやま (広島県福山市/収容人数500名)、
5月13日松山市総合コミュニティーセンターキャメリアホール (愛媛県松山市/収容人数1000名)
2017年6月28日シングル2枚同時リリース。
両A面シングル「初めての愛のプレゼント／時代の鳥」(作詞:光∞Hi 風∞Fu 作曲・編曲:松田純一)、
マキシシングル「還暦ソング-ダンディーと呼ばれた男-」(作詞:光∞Hi 風∞Fu 作詞:光∞Hi 編曲:増田泉)
2017年8月8日デイリースポーツ掲載の記事がYahoo!ニュースに取り上げられる。
2017年8月『ミュージックステーション』「Mステへの階段ウルトラオーディション」で約2,000組中ネットでの一般投票で第9位 (中間発表) にランクイン。
2017年10月24日「初めての愛のプレゼント」カラオケ＠DAMにて配信開始。
2017年11月「カラオケ＠DAM」「採点カラオケ＠DAM」で月間＆週間＆デイリーランキング1位を獲得 (2017年11月 - 2019年5月）。
2020年 - 現在
2020年よりアーティスト名を「アジアツインズ光と風Hi-Fu」から「Hi∞Fu」に変更。双子には1+1=2ではない不思議な魅力があり、HiとFu二人合わさると『無限の可能性になる』という意味も込められている。
2020年9月23日へんちくりんパワフル体操「世界はわっはっはー」(デジタルシングル)が配信リリース。iTunes Storeチルドレンアルバム部門で8位にランクイン！
2020年12月22日エクササイズソング「毎日ボディ更新チュー」(デジタルシングル)配信リリース。2020年12月25日クリスマスソング「ハッピーメリークリスマス！」(デジタルシングル)配信リリース。
2021年2月3日「卒業-さくらの花-」(デジタルシングル)配信リリース。
2021年7月23日「キセキのキセキ／日本応援歌」(デジタルシングル)配信リリース。
2021年12月12日「僕らは大人になってゆく」（デジタルシングル）配信リリース。
2022年5月12日「愛言葉-Piano Ver.-」（デジタルシングル）配信リリース。
2024年5月12日「HAPPY BIRTHDAY！」（デジタルシングル）配信リリース。
2024年8月3日 テレビ愛媛『ヴェロリアン松山』CMタイアップ「勝利の風」（デジタルシングル）配信リリース。
2025年5月10日 上海でのアニソンライブ特別出演（初の海外公演）。
2025年6月6日 双子のトリセツソング「双子あるある」（デジタルシングル）配信リリース。

## 音楽

### 音楽性
「愛」と「生きる」をコンセプトにしている。
ピュアな歌声と心に寄り添う歌詞、どこか懐かしいメロディーに普段音楽を聞かない人も聴きたくなる魅力がある。

### 楽曲
二人とも作詞、作曲をしている。
姉Hiは1曲をじっくり作るタイプでリード曲になっているものが多い。
妹Fuは、発想や視点がユニークで遊び心のある曲が得意。1曲を作っていたらいつの間にか10曲になっていた！？というくらい曲の数だけは姉Hiに負けていない。しかしリード曲になる確率は低い。
曲作りは、一人が全て作詞、作曲することもあれば、一人が作詞をし、もう一人が作曲をすることもある。またお互いの良いところをフュージョンして作ることもある。

### メンバー
- Hi (ひー 双子姉) ：リードボーカル/作詞・作曲/ギター/リードMC/そっけないツッコミ

<趣味>釣り・山登り・韓国ドラマ・アプリゲーム・掃除
<資格>柔道初段・TOPIK6級 (韓国語能力試験・6級が最上級)
<特徴>超恥ずかしがり屋・方向音痴・クールな親父
- Fu (ふー 双子妹) ：ボーカル (ハモリ) /作詞・作曲/ギター/きまぐれMC/ふにゃふにゃなボケ

<趣味>釣り・山登り・韓国ドラマ・ガジェット・激辛
<資格>柔道初段・TOPIK4級 (韓国語能力試験・6級が最上級)
<特徴>よく食べる・よく喋る・よく動く

## メディア

### Web
- 美人双子歌手・アジアツインズ光の風Hi-Fu「カープに負けないように」（デイリースポーツ記事がYahoo!ニュースに掲載される (2017年8月8日）

### テレビ番組
- ミューサタ（フジテレビ、2015年6月6日）
- Tune（フジテレビ、2018年2月16日）

### 雑誌
- Guitar magazine (2015年7月)(2011年12月)(リットーミュージック)
- ARENA37℃ (2013年4月)(大日本印刷)
- GO!GO!GUITAR (2013年4月)(ヤマハミュージックメディア)
- MUSIC MAGAZINE (2013年6月)(株式会社ミュージック・マガジン)
- CD Journal (2017年8月)[3](2013年7月)(音楽出版社)

## ディスコグラフィー
|                          | 発売日         | タイトル                           | 規格品番  | レーベル             | 備考                                                                |
| ------------------------ | -------------- | ---------------------------------- | --------- | -------------------- | ------------------------------------------------------------------- |
| デジタルシングル         | 2025年6月6日   | 双子あるある                       |           | hiMest Music Records | 双子のトリセツソング                                                |
| デジタルシングル         | 2024年8月3日   | 勝利の風                           |           | hiMest Music Records | ロードレーステーマソング テレビ愛媛『ヴェロリアン松山』CMタイアップ |
| デジタルシングル         | 2024年5月12日  | HAPPY BIRTHDAY！                   |           | hiMest Music Records | 誕生日の定番ソング                                                  |
| デジタルシングル         | 2022年5月12日  | 愛言葉-Piano Ver.-                 |           | hiMest Music Records | 大切なお母さんへ贈る歌                                              |
| デジタルシングル         | 2021年12月12日 | 僕らは大人になってゆく             |           | hiMest Music Records | 大人になる君たち&大人になった僕たちへ贈る歌                         |
| デジタルシングル         | 2021年7月23日  | キセキのキセキ／日本応援歌         |           | hiMest Music Records | アスリート応援ソング                                                |
| デジタルシングル         | 2021年2月3日   | 卒業-さくらの花-                   | HIME-0005 | hiMest Music Records | 卒業する君へ贈る歌                                                  |
| デジタルシングル         | 2020年12月25日 | ハッピーメリークリスマス！         | HIME-0004 | hiMest Music Records | クリスマスソング                                                    |
| デジタルシングル         | 2020年12月22日 | 毎日ボディ更新チュー               | HIME-0003 | hiMest Music Records | エクササイズソング                                                  |
| デジタルシングル         | 2020年9月23日  | 世界はわっはっはー                 | HIME-0214 | hiMest Music Records | へんちくりんパワフル体操                                            |
| 両A面シングル            | 2017年6月28日  | 初めての愛のプレゼント／時代の鳥   | HIME0803  | hiMest Music Records | 作曲・編曲:松田純一                                                 |
| マキシシングル           | 2017年6月28日  | 還暦ソング-ダンディーと呼ばれた男- | HIME0828  | hiMest Music Records | 家族からお父さんへのありがとう                                      |
| メジャーデビューシングル | 2015年5月27日  | 愛生鳥-Aidori-                     | KICB2625  | キングレコード       | メジャーデビュー曲                                                  |
| 2ndシングル              | 2014年7月1日   | ばらドル ローラ                    | HIME-0701 | hiMest Music Records | 福山市ゆるキャラ”ローラ”応援ソング                                  |
| 2ndミニアルバム          | 2013年4月8日   | 純恋RocK♡                          | HIME-0018 | hiMest Music Records | 恋に効く！聴くアルバム！                                            |
| 1stミニアルバム          | 2011年9月21日  | 花華言葉                           | HIME-0002 | hiMest Music Records | 今を生きるあなたへのメッセージソング                                |
| 1stシングル              | 2010年6月8日   | ヒトコトバ                         | HIME-0001 | hiMest Music Records | 人が紡ぐ愛のことば･･･                                               |

## 出版物
- 顔面ウォーク＆ダンチュー (DVD)(2012年 hiMest Music Records)(saradaひめ出演)
- 小顔＆細ボディーが同時に手に入る太陽ウォーク (DVD付きムック本)(2014年 学研パブリッシング)